# Gaucher de Châtillon
Gaucher de Châtillon fou fill d'Agnès de Donzy del seu matrimoni amb Guiu III de Châtillon (vers 1195-1226 que fou comte de Saint Pol sota el nom de Guiu II de Saint Pol de 1219 a 1226); aquest matrimoni es va fer vers 1219 quan Guiu va succeir al seu pare a Saint Pol. Com que Agnès va morir el 1225 el naixement de Gaucher (o Gautier) s'ha de situar a l'entorn del 1220, i el de la seva germana Iolanda de Châtillon un parell d'anys després. A la mort de Guiu, el seu fill tenia uns 5 anys, i l'herència paterna (la senyoria de Châtillon i el comtat de Saint Pol) va passar al germà de Guiu, Hug de Châtillon que fou comte de Blois per matrimoni. Gaucher no obstant va conservar l'herència materna, els drets dels comtats de Nevers i Tonnerre i els drets d'herència de l'Auxerre. Va morir doncs amb uns trenta anys el 1250 i el va succeir la seva germana Iolanda de Châtillon.